# Evisceration Plague
Evisceration Plague är det amerikanska death metal-bandet Cannibal Corpses elfte fullängdsalbum, som gavs ut den 3 februari 2009 av Metal Blade Records.
Albumet spelades in i Mana Recording Studios, St. Petersburg, Florida, mellan september och oktober 2008 av Erik Rutan (Hate Eternal). Albumet släpptes även i begränsad upplaga som innehåller en CD och en timme lång DVD om inspelningen. Ett bonusspår finns med på den begränsade upplagan.
Evisceration Plague klättrade till nummer 6 på Billboard Top Independent Albums i USA.

## Låtförteckning
| Nr           | Titel                    | Text         | Musik            | Längd |
| ------------ | ------------------------ | ------------ | ---------------- | ----- |
| 1.           | Priests of Sodom         | Webster      | Webster          | 3:31  |
| 2.           | Scalding Hail            | Webster      | Barrett, Webster | 1:46  |
| 3.           | To Decompose             | Mazurkiewicz | O'Brien          | 3:03  |
| 4.           | A Cauldron of Hate       | Webster      | Webster          | 4:59  |
| 5.           | Beheading and Burning    | Webster      | Webster          | 2:15  |
| 6.           | Evidence in the Furnace  | Webster      | Webster          | 2:48  |
| 7.           | Carnivorous Swarm        | Mazurkiewicz | O'Brien          | 3:36  |
| 8.           | Evisceration Plague      | Webster      | Webster          | 4:30  |
| 9.           | Shatter Their Bones      | Barrett      | Barrett          | 3:35  |
| 10.          | Carrion Sculpted Entity  | Mazurkiewicz | Mazurkiewicz     | 2:33  |
| 11.          | Unnatural                | Webster      | Webster          | 2:22  |
| 12.          | Skewered from Ear to Eye | Webster      | Webster          | 3:49  |
| Total längd: | Total längd:             | Total längd: | Total längd:     | 38:45 |

| 13. | Skull Fragment Armor (unreleased song from The Wretched Spawn session) | Webster | Webster | 2:10 |

## Medverkande
Musiker (Cannibal Corpse-medlemmar)
- George "Corpsegrinder" Fisher – sång
- Rob Barrett – gitarr
- Pat O'Brien – gitarr
- Alex Webster – basgitarr
- Paul Mazurkiewicz – trummor

Bidragande musiker
- Erik Rutan – sologitarr (spår 11)

Produktion
- Erik Rutan – producent, ljudtekniker, mixning
- Brian Elliot – assisterande ljudtekniker
- Shawn Ohtani – assisterande ljudtekniker
- Mike McCracken – assisterande tekniker (trummor)
- Alan Douches – mastering
- Vincent Locke – omslagsdesign
- Brian Ames – omslagskonst
- Alex Solca – foto